# Lada Oka
O Lada Oka (VAZ-1111, SeAZ-1111, KamAZ-1111, Astro-11301) é um automóvel citadino produzido na União Soviética (e depois na Rússia) pela SeAZ e ZMA de 1988 até 2008. Apesar de ter sido projetado pela AutoVAZ (por uma equipe liderada pelo engenheiro Yuri Kuteev), nenhum veiculo de produção foi construído pela fabricante, tendo suas unidades fabricadas pela SeAZ (em Serpukhov) e pela ZMA (em Naberejnye Tchelny). O Oka também foi produzido no Azerbaijão, pela Ganja Auto Plant (GAZ) de 2004 a 2008. O nome veio da grafia russa do Rio Oca, que atravessa Serpukhov, na Rússia.

## História

### Desenvolvimento
O desenvolvimento do Oka iniciou com o desenvolvimento do minicarro VAZ-E1101 "Cheburashka" pela AutoVAZ em dezembro de 1971. Subsequentemente, mais dois protótipos foram construídos e testados, o 2E1101 e o 3E1101 "Ladoga". Estes protótipos tinha um tamanho similar ao Oka, porém, com um motor de 900cc, produzindo 55 cv (41 kW).
A SeAZ, de Serpukhov, que produzia o carro para pessoas com deficiência (PCD) SMZ S-3D, já procurava um substituto para o modelo. Em 1982, a SeAZ se juntou ao projeto, resultando na criação de protótipo de minicarro chamado SMZ-1101 . O Oka derivaria desse projeto.
Em 1983, o projeto para um novo carro citadino foi aprovado pelo Ministério da Industria Automotiva Soviético (Minavtoprom), no interim do lançamento do VAZ-2108, que aconteceria em 1984. Algumas peças do VAZ-2108 foram utilizadas, como o motor (que é uma unidade do VAZ-2108 cortada ao meio). Já a carroceria foi desenhada por Yuri Vereschagin, inspirada nos kei cars japoneses (como o Daihatsu Cuore).
Em 1988, um lote de 300 carros de pré-produção foram construídos na AutoVAZ, em Tolyatti.

### Produção
A produção do Oka teve inicio em 1988, sendo a produção do carro repassada para plantas como a SeAZ e a ZMA, todas na Rússia. Havia planos para a construção do carro na planta da ElAZ, em Yelabuga, no Tataristão. Essa planta era parte de um projeto de conversão de plantas do complexo militar-industrial para produção de bens de consumo (como carros), no pretexto de que havia uma menor necessidade de material bélico, porém, o projeto foi engavetado após a queda da União Soviética.
Em 1989, no Salão Internacional do Automóvel de Moscou, a AutoVAZ lançou uma versão elétrica do Oka, nomeada VAZ-111E. O carro tinha autonomia de 100km, sendo produzido sob encomenda até 1998.
Em dezembro de 1994, o Oka começou a ser produzido na Zavodom Kardannyh Valov, em Grodno, Belarus.
Em 2008, a SeAZ encerrou a produção do Oka, devido a sua falta de rentabilidade, tendo suas últimas unidades vendidas em 2009. 700.000 unidades foram construídas de 1988 a 2008.

## Variantes
- VAZ-1111: Modelo básico, propelido por um motor de 650cc e dois cilindros. Produzido de 1988 a 1996;
- VAZ-1111E: Versão elétrica do modelo básico;
- SeAZ-1111-01: Versão especial para pessoas sem as duas pernas
- SeAZ-1111-02: Versão especial para pessoas sem uma perna
- SeAZ-1111-03: Versão especial para pessoas sem uma perna e uma mão
- VAZ-11113: Versão com um motor VAZ-11113, de 750cc e dois cilindros. Produzido de 1996 a 2007.
- SeAZ-11113-01: Versão especial para pessoas sem as duas pernas
- SeAZ-11113-02: Versão especial para pessoas sem uma perna
- SeAZ-11113-03: Versão especial para pessoas sem uma perna e uma mão
- SeAZ-11116: Versão com um motor FAW TJ376QEI, de 1.0l e três cilindros. Produzido de 2007 a 2008.
- SeAZ-11116-01: Versão especial para pessoas sem as duas pernas
- SeAZ-11116-02: Versão especial para pessoas sem uma perna
- SeAZ Oka Junior: Versão especial para competição. Equipado com santantônio, cinto de quatro pontos, volante e bancos esportivos;
- SeAZ Oka Sport: Versão especial para competição. Equipado com santantônio, bancos Sparco com cinto de quatro pontos, travas de capô e interior aliviado;
- Astro-11301: Versão de produção limitada do Oka, com maior distância entre-eixos e motor MeMZ-245.1 1.1l, carburado, com quatro cilindros. Produzido pela Astro-Kar de 2002 a 2006 com peças de reposição;
- Astro-113011: Versão do Astro-11301 com um motor MeMZ-245, 1.1l injetado.
- VAZ-17013 Toima: Versão furgão de carga do Oka, produzido pela Astro-Kar de 2000 a 2007.
- VAZ-1301 Gnome: Protótipo de uma camionete leve, baseada no Oka.
- SeAZ-11116-010-50 "Oka Van": Versão furgão de carga do SeAZ-11116;
- SeAZ-11116-010-50 "Oka Pick-Up": Versão camionete leve do SeAZ-11116;
- SeAZ-11116-010-52 "Oka Universal": Protótipo de um hatch furgão do Oka, sem janelas traseiras.
- SeAZ-11116-60: Protótipo de uma camionete chassi de carga;
- Oka NEV ZEV: Conversão do Oka para veiculo elétrico feita pela MIROX, dos Estados Unidos.[10]
- TTM-1901 "Golden Eagle": Conversão do Oka em uma moto de neve.

## Galeria

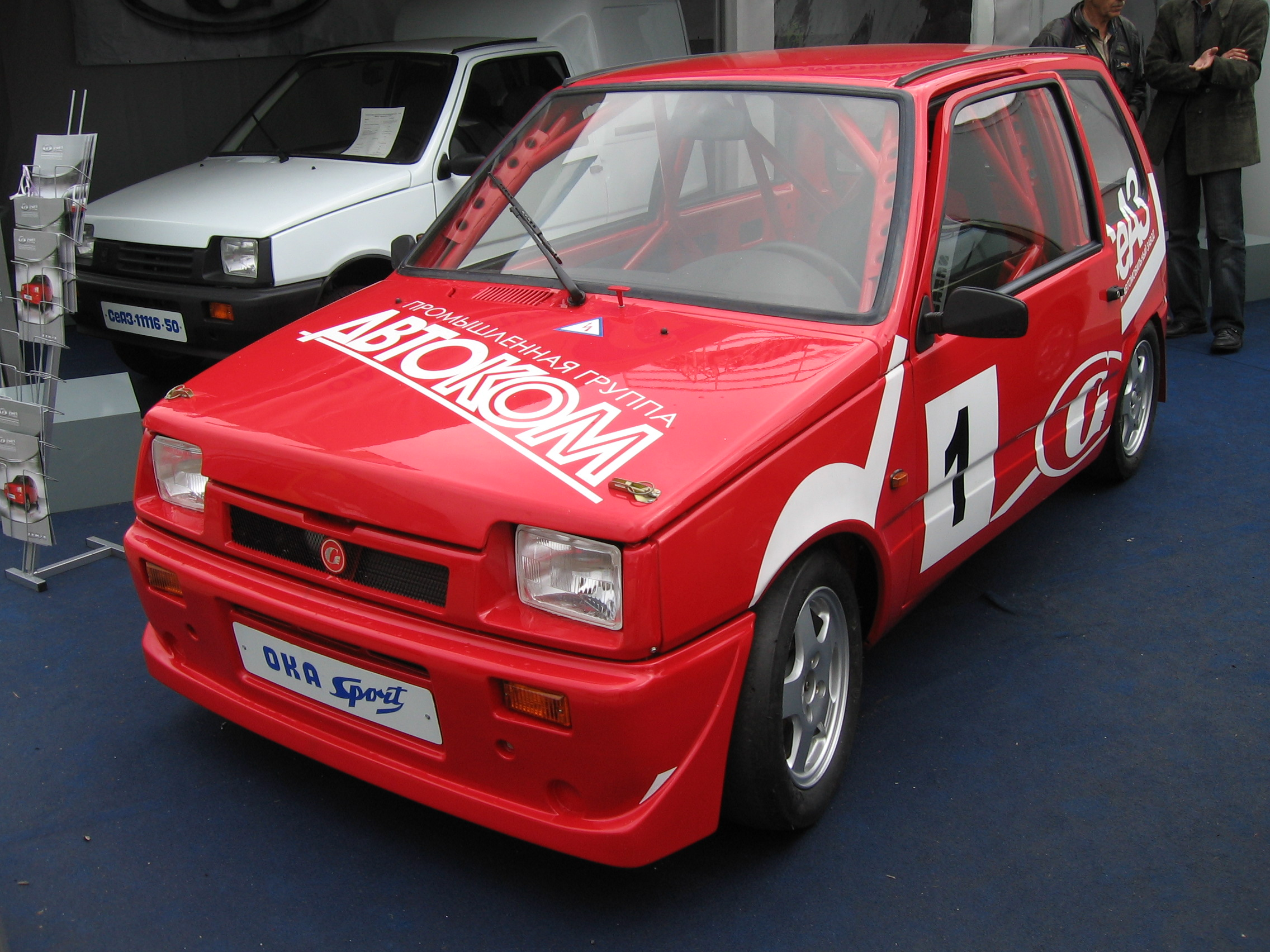
Oka Sport (11116)
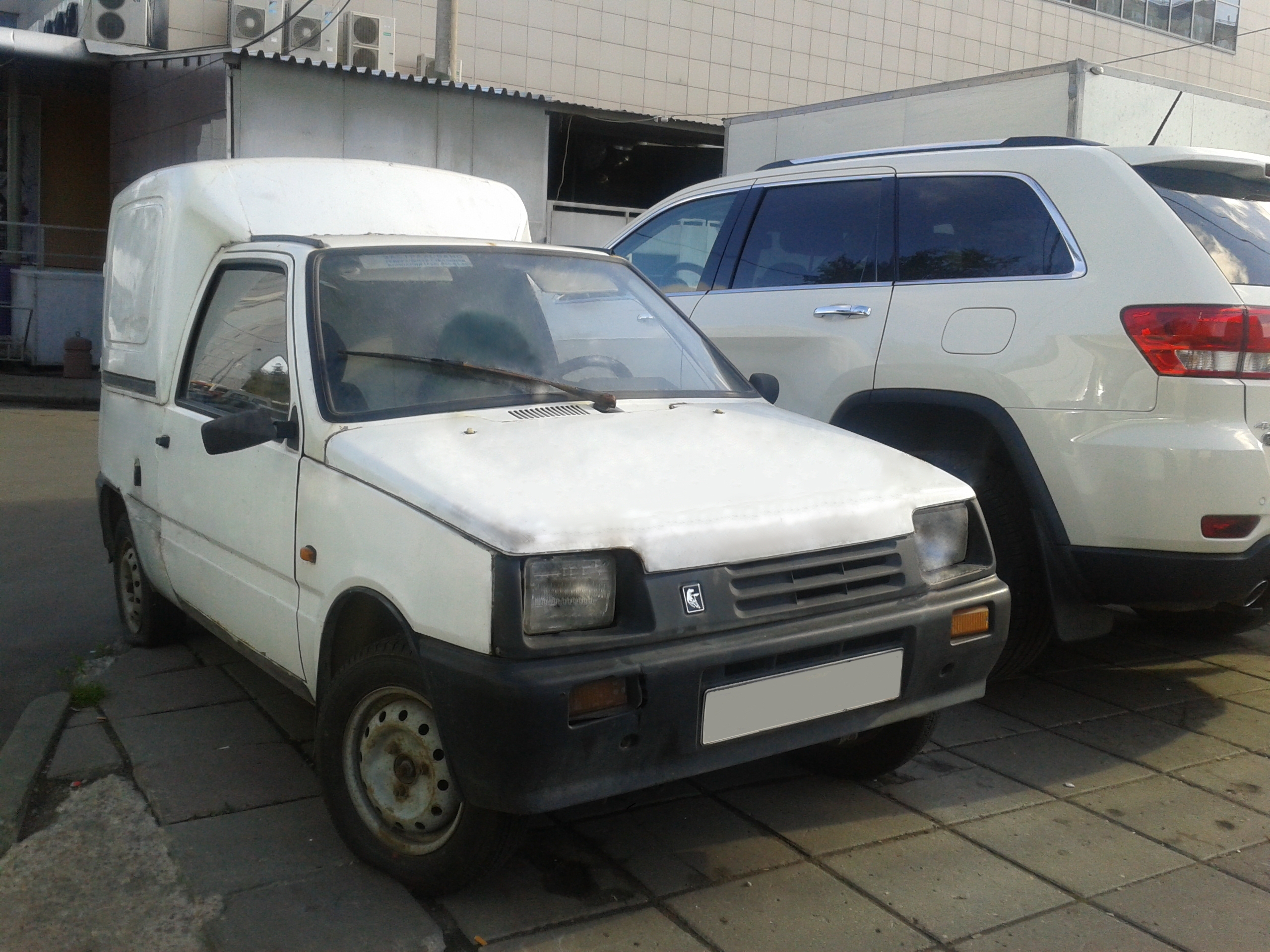
Oka cargo (11116-50)
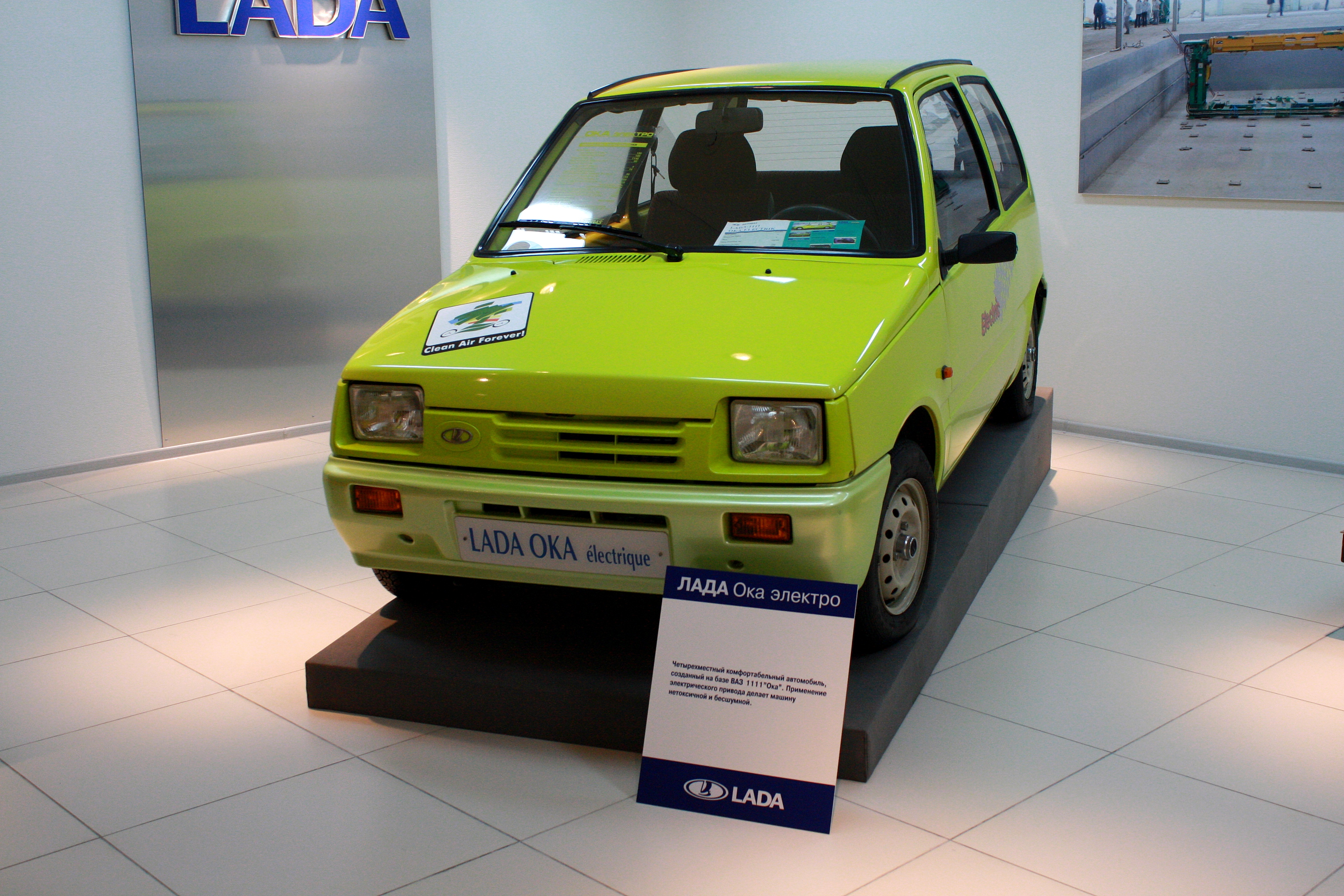
Oka electro